# بيت أليسون
بيت أليسون (بالإنجليزية: Pete Allison)‏ هو مقدم برامج إذاعية بريطاني، ولد في 12 أبريل 1991 في ريديتش في المملكة المتحدة.